# 新技術振興渡辺記念会
一般財団法人 新技術振興渡辺記念会（いっぱんざいだんほうじん しんぎじゅつしんこうわたなべきねんかい、英称:The Watanabe Memorial  Foundation for the Advancement of Technology）は、科学技術に関し、調査・研究及びこれらの助成・奨励を行うことにより、新技術の振興を図り、社会・経済の発展と福祉の増進に寄与することを目的としている一般財団法人。実業家の渡邉勝三郎（わたなべかつさぶろう、1921年（大正10年）2月25日–1982年（昭和57年）1月3日）の遺志によって、1982年（昭和57年）7月1日に設立された。元文部科学省所管。

## 概要
- 所在：東京都港区浜松町1丁目25番13号　浜松町NHビル5階
- 設立：1982年（昭和57年）7月1日
- 理事長：武安義光（社団法人資源協会会長・元科学技術庁事務次官）
- 正味財産：145億5973万円（2006年（平成18年）3月31日現在）
- 目的
  - 科学技術に関し、調査・研究及びこれらの助成・奨励を行うことにより、新技術の振興を図り、社会・経済の発展と福祉の増進に寄与すること。
- 事業
  - 科学技術に関する調査・研究及びこれらに対する助成。
  - 科学技術に関する国際交流に対する援助。
  - 新技術の振興に業績を挙げた者に対する表彰。
  - その他この法人の目的を達成するために必要な事業。

## 事業行為
科学技術の調査・研究及びこれらに対する助成、国際交流への援助、セミナーの開催、研究者の表彰など、様々な新技術の振興に関わる事業を行っている。